# India nemzeti parkjainak listája
India nemzeti parkjainak listája.
2017 júliusában 103 nemzeti park van, amely 40 500 km² területet foglal magába, amely India teljes területének 1,23%-a.
| név                                    | állam                        | alapítás | terület (km²) | megjegyzés |
| -------------------------------------- | ---------------------------- | -------- | ------------- | --- |
| Anamudi Shola Nemzeti Park             | Kerala                       | 2003     | 7.50          | |
| Anshi Nemzeti Park                     | Karnátaka                    | 1987     | 417.34        | indiai orrszarvú, tigris, leopárd, fekete párduc, medve, elefánt, szarvas stb. |
| Balphakram Nemzeti Park                | Meghálaja                    | 1986     | 220           | vízibivaly, vörös macskamedve, elefánt, tigris, márványfoltos macska |
| Bandhavgarh Nemzeti Park               | Madhja Prades                | 1968     | 446           | dzsungel fehér tigrisekkel; 1336 endemikus növényfaj |
| Bandipur Nemzeti Park                  | Karnátaka                    | 1974     | 874.20        | pettyes szarvas, hulmán, indiai óriás mókus, gaur, leopárd, szarvas, indiai elefánt, pernis, vörösfejű keselyű |
| Bannerghatta Nemzeti Park              | Karnátaka                    | 1986     | 104.3         | tigris, medve, páva, elefánt, szarvas |
| Betla Nemzeti Park                     | Dzshárkhand                  | 1986     | 1135          | |
| Bhitarkanika Nemzeti Park              | Orisza                       | 1988     | 145           | Mangrove, sós vízi krokodil, fehér krokodil, tigrispiton, fekete íbisz, vaddisznó, majmok |
| Rádzsbari Nemzeti Park                 | Tripura                      | 2007     | 31.63         | |
| Antilop Nemzeti Park (Velavadar)       | Gudzsarát                    | 1976     | 34.08         | gepárd, szürke farkas, csíkos hiéna, indiai róka, aranysakál, vadmacska, mongúz és sok kicsi emlős |
| Buxa Tigris Rezervátum                 | Nyugat-Bengál                | 1992     | 760           | |
| Campbell-öböl Nemzeti Park             | Andamán- és Nikobár-szigetek | 1992     | 426.23        | |
| Csandoli Nemzeti Park                  | Mahárástra                   | 2004     | 317.67        | |
| Dacsigam Nemzeti Park                  | Dzsammu és Kasmír            | 1981     | 141           | csak itt található meg a kasmírszarvas |
| Dibru-Saikhowa Nemzeti Park            | Asszám                       | 1999     | 340           | egy vadlófajtáról ismert (feral horse) |
| Dudhwa Nemzeti Park                    | Uttar Prades                 | 1977     | 490.29        | tigris, pettyes szarvas, |
| Eravikulam Nemzeti Park                | Kerala                       | 1978     | 97            | |
| Galathea Nemzeti Park                  | Andamán- és Nikobár-szigetek | 1992     | 110           | |
| Gangotri Nemzeti Park                  | Uttarakhand                  | 1989     | 2390          | |
| Gir Forest Nemzeti Park                | Gudzsarát                    | 1965     | 1412          | ázsiai oroszlán |
| Gorumara Nemzeti Park                  | Nyugat-Bengál                | 1994     | 79.45         | |
| Govind Pashu Vihar Wildlife Sanctuary  | Uttarakhand                  | 1990     | 472.08        | |
| Nagy-Himalája Nemzeti Park             | Himácsal Prades,             | 1984     | 754.40        | UNESCO világörökség; magas alpesi csúcsok és ártéri erdők jellemzik. A több mint 90 000 hektáros terület gazdag állatvilággal rendelkezik, számos veszélyeztetett állat található meg. |
| Gugamal Nemzeti Park                   | Mahárástra                   | 1987     | 361.28        | |
| Guindi Nemzeti Park                    | Tamilnádu                    | 1976     | 2.82          | |
| Mannar-öböl Tengeri Nemzeti Park       | Tamilnádu                    | 1980     | 6.23          | |
| Sandzsaj Nemzeti Park                  | Cshattíszgarh                | 1981     | 1440.71       | |
| Hemisz Nemzeti Park                    | Dzsammu és Kasmír            | 1981     | 4400          | |
| Inderkilla Nemzeti Park                | Himácsal Prades              | 2010     | 104           | |
| Indra Gandhi Nemzeti Park              | Tamilnádu                    | 1989     | 117.10        | |
| Indravati Nemzeti Park                 | Cshattíszgarh                | 1981     | 1258.37       | vízibivaly, tigris, beó |
| Dzsaldapara Nemzeti Park               | Nyugat-Bengál                | 2012     | 216           | indiai orrszarvú |
| Jim Corbett Nemzeti Park               | Uttarakhand                  | 1936     | 1318.5        | az első nemzeti park Indiában (1936 - Hailey Nemzeti Park néven) |
| Kaleszar Nemzeti Park                  | Harijána                     | 2003     | 100.88        | |
| Ködfoltos párduc Nemzeti Park          | Tripura                      | 2003     | 5.08          | |
| Kanha Nemzeti Park                     | Madhja Prades                | 1955     | 940           | |
| Kanger Ghati Nemzeti Park              | Cshattíszgarh                | 1982     | 200           | |
| Kasu Brahmananda Reddy Nemzeti Park    | Telangána                    | 1994     | 1.42          | |
| Kaziranga Nemzeti Park                 | Asszám                       | 1974     | 858.98        | a tigriseiről és az indiai orrszarvúiról ismert; UNESCO világörökség |
| Keibul Lamjao Nemzeti Park             | Manipur                      | 1977     | 40            | |
| Keoladeo Nemzeti Park                  | Rádzsasztán                  | 1981     | 28.73         | UNESCO világörökség |
| Kancsendzönga Nemzeti Park             | Szikkim                      | 1977     | 1784          | UNESCO világörökség, a Kancsendzönga hegy régiójában. Itt található az egy védett övezeten belüli egyik legnagyobb magasságkülönbség, több mint 7000 méter. Ez a terület 1220 és 8586 méteres tengerszint feletti magasság között terül el, ott ahol a hegység a legkeskenyebb. A tájra jellemzőek a meredek völgyek, a hóborította hegycsúcsok, (köztük a világ harmadik legmagasabb csúcsa a Kancsendzönga), a hegyi tavak, a gleccserek és az érintetlen erdők. A védett területen számos endemikus és veszélyeztetett növény- és állatfajt azonosítottak. |
| Khirganga Nemzeti Park                 | Himácsal Prades              | 2010     | 710           | |
| Kishtwar Nemzeti Park                  | Dzsammu és Kasmír            | 1981     | 400           | |
| Kudremukh Nemzeti Park                 | Karnátaka                    | 1987     | 600.32        | |
| Madhav Nemzeti Park                    | Madhja Prades                | 1959     | 375.22        | |
| Mahatma Gandhi Marine Nemzeti Park     | Andamán- és Nikobár-szigetek | 1983     | 281.50        | |
| Mahavir Harina Vanasthali Nemzeti Park | Telangána                    | 1994     | 14.59         | |
| Manasz Nemzeti Park                    | Asszám                       | 1990     | 950           | UNESCO világörökség; Számos veszélyeztetett fajnak ad otthont, például: tigris, törpedisznó, ködfoltos párduc, ajakos medve, indiai orrszarvú, vízibivaly, indiai elefánt, aranylangur és bengáli florikán élőhelye. |
| Mandla Plant Fossils Nemzeti Park      | Madhja Prades                | 1983     | 0.27          | |
| Kutcs-öböl Tengeri Nemzeti Park        | Gudzsarát                    | 1980     | 162.89        | |
| Mathikettan Shola Nemzeti Park         | Kerala                       | 2003     | 12.82         | |
| Közép-Button-sziget Nemzeti Park       | Andamán- és Nikobár-szigetek | 1987     | 44            | |
| Mollem Nemzeti Park                    | Goa                          | 1978     | 107           | |
| Mouling Nemzeti Park                   | Arunácsal Prades             | 1986     | 483           | |
| Ábú-hegy Vadvédelmi terület            | Rádzsasztán                  | 1960     | 288.84        | Ábú-hegy |
| Harriet-hegy Nemzeti Park              | Andamán- és Nikobár-szigetek | 1987     | 46.62         | Madarairól ismert |
| Mrugavani Nemzeti Park                 | Telangána                    | 1994     | 3.60          | |
| Mudumalai Nemzeti Park                 | Tamilnádu                    | 1940     | 321.55        | |
| Mukundra Hills Nemzeti Park            | Rádzsasztán                  | 2006     | 200.54        | |
| Mukurthi Nemzeti Park                  | Tamilnádu                    | 2001     | 78.46         | Nilgiri tahr |
| Murlen Nemzeti Park                    | Mizoram                      | 1991     | 100           | |
| Nagarhole Nemzeti Park                 | Karnátaka                    | 1988     | 643.39        | |
| Namdapha Nemzeti Park                  | Arunácsal Prades             | 1974     | 1985.24       | |
| Nameri Nemzeti Park                    | Asszám                       | 1978     | 137.07        | |
| Nanda Devi Nemzeti Park                | Uttarakhand                  | 1982     | 630.33        | UNESCO világörökség, UNESCO Bioszféra-rezervátum. Ez a rendkívül sokszínű terület olyan ritka és veszélyeztetett állatok otthona, mint például az örvös medve, hópárduc, barna medve és a kék juh található meg. |
| Navegaon Nemzeti Park                  | Mahárástra                   | 1975     | 133.88        | |
| Neora-völgy Nemzeti Park               | Nyugat-Bengál                | 1986     | 88            | |
| Nokrek Nemzeti Park                    | Meghálaja                    | 1986     | 47.48         | UNESCO Bioszféra-rezervátum |
| Észak-Button-sziget Nemzeti Park       | Andamán- és Nikobár-szigetek | 1979     | 0.44          | |
| Ntangki Nemzeti Park                   | Nágaföld                     | 1993     | 202.02        | |
| Orang Nemzeti Park                     | Asszám                       | 1999     | 78.81         | |
| Pambadum Shola Nemzeti Park            | Kerala                       | 2003     | 1.32          | |
| Panna Nemzeti Park                     | Madhja Prades                | 1981     | 542.67        | |
| Papikonda Nemzeti Park                 | Ándhra Prades                | 2008     | 1012.85       | |
| Pencs Nemzeti Park                     | Madhja Prades                | 1977     | 758           | |
| Periyar Nemzeti Park                   | Kerala                       | 1982     | 305           | |
| Phawngpui Blue Mountain Nemzeti Park   | Mizoram                      | 1992     | 50            | |
| Pin-völgy Nemzeti Park                 | Himácsal Prades              | 1987     | 807.36        | |
| Rajaji Nemzeti Park                    | Uttarakhand                  | 1983     | 820           | Elsősorban az elefántokról, tigrisről, leopárdokról, madarairól, hüllőiről és emlősállatairól ismert. |
| Rani Dzsanszi Tengeri Nemzeti Park     | Andamán- és Nikobár-szigetek | 1996     | 256.14        | |
| Ranthambore Nemzeti Park               | Rádzsasztán                  | 1981     | 392           | mesterséges víztárolók körüli erdőben tigrisek; |
| Saddle Peak Nemzeti Park               | Andamán- és Nikobár-szigetek | 1979     | 32.54         | |
| Szalim Ali Nemzeti Park                | Dzsammu és Kasmír            | 1992     | 9.07          | |
| Sandzsaj Nemzeti Park                  | Madhja Prades                | 1981     | 466.7         | |
| Szandzsaj Gándhi Nemzeti Park          | Mahárástra                   | 1969     | 104           | bengáli tigris, ázsiai oroszlán, leopárd, makákó, pettyes szarvas, hanumán |
| Szariszka Tigris Rezervátum            | Rádzsasztán                  | 1955     | 866           | |
| Szatpura Nemzeti Park                  | Madhja Prades                | 1981     | 524           | |
| Csendes völgy Nemzeti Park             | Kerala                       | 1980     | 237           | |
| Simbalbara Nemzeti Park                | Himácsal Prades              | 2010     | 27.88         | |
| Szirohi Nemzeti Park                   | Manipur                      | 1982     | 41.30         | |
| Szimlipal Nemzeti Park                 | Orisza                       | 1980     | 2750          | tigris, leopárd, elefánt, vaddisznó |
| Szingalila Nemzeti Park                | Nyugat-Bengál                | 1986     | 78.60         | |
| Sivatag Nemzeti Park                   | Rádzsasztán                  | 1980     | 3162          | A park legnagyobb vonzereje egy madár, amelyet a nagy indiai túzoknak hívnak, ez a veszélyeztetett faj csak Indiában található meg |
| Dél-Button-sziget Nemzeti Park         | Andamán- és Nikobár-szigetek | 1987     | 0.03          | dugong, delfin, kék bálna |
| Sri Venkateswara Nemzeti Park          | Ándhra Prades                | 1989     | 353           | |
| Szultánpur Nemzeti Park                | Harijána                     | 1989     | 1.43          | vándormadarak és vízimadarak |
| Szundarbansz Nemzeti Park              | Nyugat-Bengál                | 1984     | 1330.12       | UNESCO világörökség, bengáli tigris, tengeri teknős. Iszap, agyag és homok üledékéből épített, a folyók és a tenger árapálya formálta alacsonyan fekvő területei elmossák a különbséget a szárazföld és a tenger között. Ez a földön található legnagyobb mangrove-erdő. |
| Tadoba Nemzeti Park                    | Mahárástra                   | 1955     | 625           | Tigrisek |
| Virágok völgye Nemzeti Park            | Uttarakhand                  | 1982     | 87.50         | |
| Valmiki Nemzeti Park                   | Bihár                        | 1976     | 898.45        | |
| Vansda Nemzeti Park                    | Gudzsarát                    | 1979     | 23.99         | |
| Van Vihar Nemzeti Park                 | Madhja Prades                | 1983     | 4.48          | |